# Тубон, Жак
Жак Тубон (фр. Jacques Toubon; род. 29 июня 1941[…], Ницца) — французский государственный служащий, адвокат и политик, министр культуры (1993—1995), министр юстиции (1995—1997).

## Биография
Окончил Институт политических исследований в Лионе, а в 1965 году — Национальную школу администрации. Начинал профессиональную карьеру гражданским служащим в Министерстве внутренних дел, в 1965—1968 годах руководил канцелярией префекта департамента Нижние Пиренеи, с 1968 по 1969 год — канцелярией государственного секретаря по делам заморских территорий. В 1969—1970 годах — технический советник государственного секретаря по связям с парламентом (в 1971—1972 — ответственного министра по связям с парламентом), с 1972 по 1974 год был главой аппарата министра сельского хозяйства. В 1974—1976 годах — технический советник в аппарате премьер-министра, в 1977—1981 годах — помощник генерального секретаря Объединения в поддержку Республики.
С 1981 по 1995 год Тубон являлся депутатом Национального собрания Франции от Парижа, избирался в качестве кандидата от Объединения в поддержку Республики, был сподвижником Жака Ширака. Голосовал за отмену смертной казни.

С 1983 года — мэр XIII округа Парижа (в 1998 году принял участие в попытке отстранения от должности мэра Парижа — однопартийца, Жана Тибери — и лишился поддержки ОПР на следующих муниципальных выборах).
30 марта 1993 года получил портфель министра культуры и франкофонии при формировании правительства Балладюра.
В 1995—1997 годах занимал должность министра юстиции в первом и втором правительствах Алена Жюппе.
С 2004 по 2009 год являлся депутатом Европейского парламента.
В 2014—2020 годах решением президента Франции занимал должность уполномоченного по правам человека.